# Angelo Cipolloni
Pour les articles homonymes, voir Cipolloni.
Angelo Cipolloni (né le 16 février 1970 à Rieti) est un athlète italien spécialiste du 100 mètres et du 200 mètres. Il obtient ses seules médailles internationales lors de relais 4 × 100 mètres.

## Carrière

### Palmarès
| Date | Compétition           | Lieu     | Résultat | Performance |
| ---- | --------------------- | -------- | -------- | ----------- |
| 1995 | Universiade d'été     | Fukuoka  | 3e       | 39 s 64     |
| 1995 | Championnats du monde | Göteborg | 3e       | 39 s 07     |
| 1997 | Jeux méditerranéens   | Bari     | 1re      | 38 s 61     |

### Records
| Épreuve    | Performance | Lieu | Date               |
| ---------- | ----------- | ---- | ------------------ |
| 100 mètres | 10 s 37     | Bari | 7 juin 1997        |
| 200 mètres | 20 s 79     | Rome | 1er septembre 1996 |